# プラット・ワン
プラット・ワン（Plat One）
1. 株式会社プラット・ワン
2. 1. の運営していた東経110度CS放送のプラットフォーム

## 会社
株式会社プラット・ワンは、東経110度CS放送「プラット・ワン」のプラットフォームを運営していた会社。2004年3月1日に株式会社スカイパーフェクト・コミュニケーションズ（現・スカパーJSAT株式会社）と被合併し消滅している。

### 2003年9月30日時点での大株主
- 三菱商事株式会社 35.00%
- 日本テレビ放送網株式会社 19.90%
- 株式会社WOWOW 18.00%
- エヌ・ティ・ティ・コミュニケーションズ株式会社 10.00%
- 株式会社エヌ・ティ・ティ・ドコモ 5.00%

## プラットフォーム
プラット・ワンは、株式会社プラット・ワンの運営していた東経110度CS放送のプラットフォーム。2002年3月1日から同プラットフォームを利用する委託放送事業者の本放送が開始された。前述の合併期日に株式会社スカイパーフェクト・コミュニケーションズのスカイパーフェクTV!2と統合され、スカイパーフェクTV!110（現・スカパー!）となった。

### 本プラットフォームを利用していた委託放送事業者
→放送していたチャンネルについては、以下事業者の項目、並びにスカパー! チャンネル一覧を参照。
- イーピー放送（現・SCサテライト放送）
- シーエス日本（現・CS日本）
- CS-WOWOW（本プラットフォーム後期にシーエス・ワウワウから改称、2007年解散）
- スペーステリア
- 日本ビーエス放送（現・日本BS放送）
- 日本メディアーク（2007年にマルチチャンネルエンターテイメント→スカパー・エンターテイメント）へ合併）
- メガポート放送（2006年に日本ビーエス放送へ合併）

いずれの事業者も、受託放送事業者は宇宙通信（現・スカパーJSAT）であった。うち3社はその後、WOWOWが新たに立ち上げた東経110度CSプラットフォームのWOWOWデジタルプラスへ移行したが、それも2006年末に終了した。
2007年以降も当時の法人格を維持し東経110度CS放送を続けている事業者は、シーエス日本（スカパー!e2→スカパー!（東経110度CS放送）加盟局）、及びSCサテライト放送の2社となっている（日本BS放送はBSデジタル放送に専念）。

## 沿革
- 2000年11月9日 - 株式会社ワン・テン企画設立。
- 2001年5月7日 - 株式会社プラット・ワンと商号変更。
- 2002年3月1日 - 同社の運営するプラットフォームを利用する委託放送事業者の一部が本放送を開始。
- 2004年3月1日 - 株式会社スカイパーフェクト・コミュニケーションズ（現・スカパーJSAT株式会社）と被合併し消滅。